# Druhá sjednocená fronta
Druhá sjednocená fronta byla aliance Kuomintangu (KMT) a Komunistické strany Číny v letech 1937–1941. Během této doby spolu obě strany, dříve bojující v čínské občanské válce, uzavřely příměří, aby čelily japonské invazi do Číny v průběhu druhé čínsko-japonské války. Aliance se fakticky rozpadla po tzv. incidentu s Novou čtvrtou armádou v roce 1941. Nicméně až do konce války s Japonci se obě strany zdržely velkých vojenských operací namířených proti sobě.

## Pozadí
V roce 1927 čínští komunisté povstali proti vládě vedené Kuomintangem v důsledku Šanghajského masakru z 12. dubna téhož roku. V jeho průběhu byla Národní revoluční armádou, ozbrojenou složkou Kuomintangu, brutálně potlačena místní organizace Komunistické strany. Tím skončila předchozí aliance obou stran, známá jako První sjednocená fronta, ustavená s cílem ukončit éru militaristů a znovu sjednotit Čínu.
V roce 1931 začala japonská invaze do Mandžuska a jeho následná okupace. Čankajšek, předseda čínské vlády a vůdce Kuomintangu, rozhodl, že Čína se musí vyhnout válce s Japonskem. Viděl Čínu jako slabou a roztříštěnou, neschopnou účinné obrany, dokud nebude sjednocena pod jeho velením. Dalších šest let vedl politiku appeasementu vůči Japonsku a soustředil se na potlačování komunistů. Doufal, že časem se mu podaří vybudovat dostatečnou sílu, aby se mohl postavit Japonské císařské armádě. Přestože se mu podařilo během obkličovacích kampaní donutit komunisty k ústupu a kampaně samotné vedly k jejich výraznému oslabení, nebyl schopný je porazit úplně. Jeho politika „vnitřního sjednocení před obranou země“ (čínsky: 攘外必先安内) se stávala s časem čím dál víc nepopulární, což vedlo k rozšíření odporu proti vládě Kuomintangu a jejím spojencům.

## Sianský incident
Po poslední z obkličovacích kampaní se komunisté stáhli do severozápadní provincie Šen-si, kde vybudovali novou základnu. Čankajšek, pokračující ve své politice vnitřního sjednocení, uložil v polovině roku 1936 generálům Čang Süe-liangovi a Jang Chu-čchengovi, nacházejících se v severní Číně v okolí města Si-an, rozkaz na ni zaútočit. Ti utrpěli těžké ztráty, které Čankajšek odmítl kompenzovat. Namísto toho dorazil do Si-anu na inspekci.
12. prosince 1936 byl Čankajšek vlastními generály zajat a internován. Požadovali po něm ukončení nepřátelství s komunisty a napření všech sil k boji proti japonské invazi. Do Si-anu dorazil komunistický vyjednavač a pozdější čínský premiér Čou En-laj. Ačkoliv Čankajškovi hrozila i smrt, nakonec se tak nestalo – Kuomintang přistoupil na ukončení bojů s komunisty a vytvoření aliance obou stran, čímž vznikla 24. prosince Druhá sjednocená fronta. Jako Čankajškův vězeň naopak ze Si-anu odjížděl původce incidentu Čang Süe-liang.

## Spolupráce během druhé čínsko-japonské války

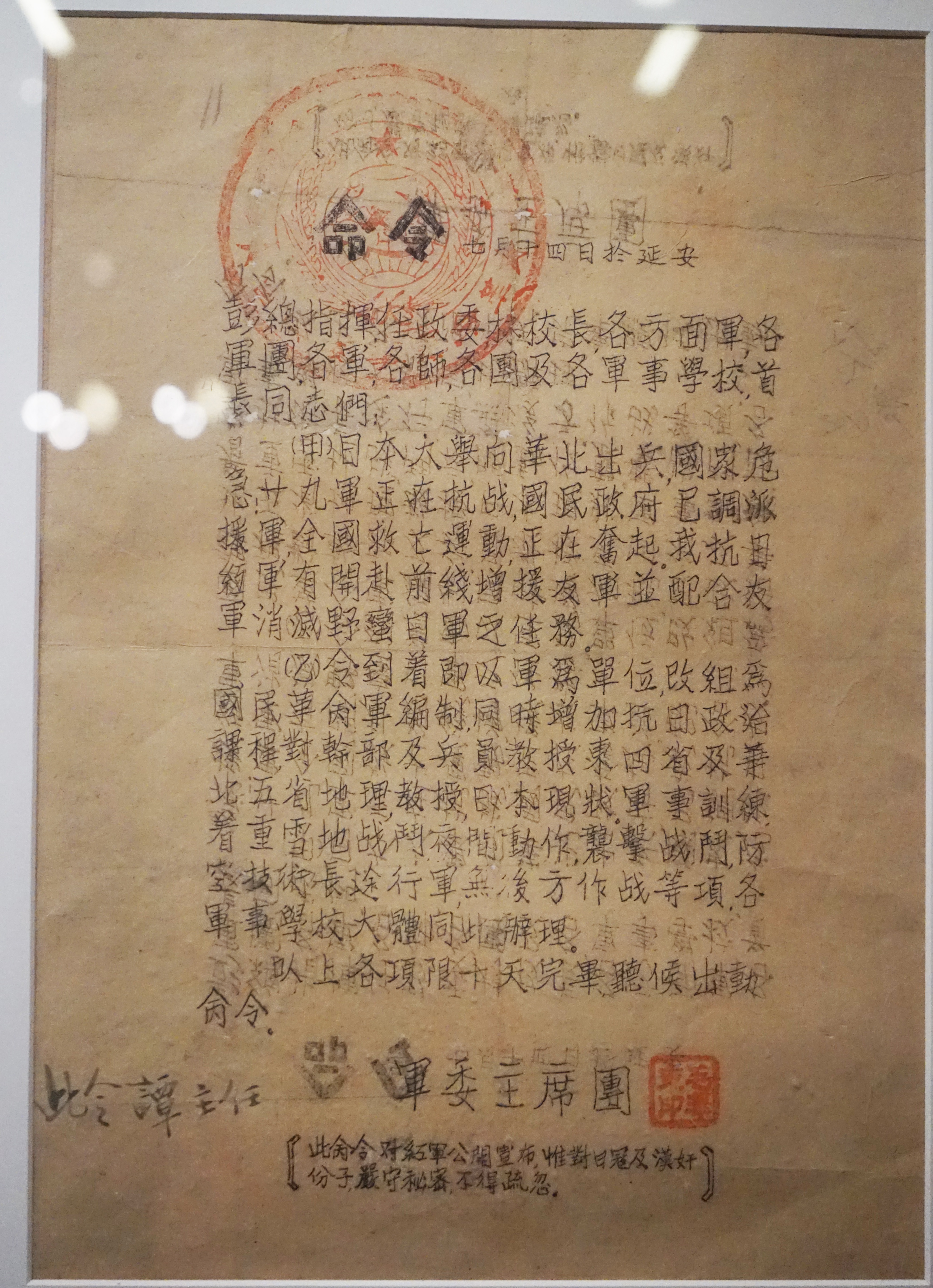
V červenci 1937 byl vydán rozkaz, aby se čínská Rudá armáda zabudovala do struktur nacionalistické Národní revoluční armády

V důsledku dohod se Si-anu byla komunistická Rudá armáda transformována v Novou čtvrtou armádu a Osmou pochodovou armádu a podřízena velitelství Národní revoluční armády. Čou En-laj dorazil do dočasného hlavního města Čchung-čching, aby zde komunisty zastupoval a neformálně se stal jakýmsi mluvčím čínské vlády. Komunisté formálně akceptovali Čankajškovo velení a na oplátku začali pobírat finanční podporu od ústřední vlády. Nicméně ve skutečnosti zůstala Osmá pochodová armáda nezávislou vojenskou silou a oblasti jí osvobozené byly plně pod kontrolou komunistické strany.
Po propuknutí války s Japonskem v plném rozsahu bojovaly komunistické jednotky po boku nacionalistických v bitvě o Tchaj-jüan. Vrchol spolupráce přišel v polovině roku 1938 během obrany Wu-chanu.
Skutečnost, že společné velení obou armád bylo ryze formální, ilustruje to, že komunistické jednotky se téměř neúčastnily konvenčních bojů proti Japoncům. Naproti tomu se soustředily na guerillovou válku, ve které zaznamenávaly úspěchy. Jediný výraznější útok komunistů naplánoval generál Pcheng Te-chuaj na srpen 1940 a je známý jako Ofenziva sta pluků. Zpočátku se dostavily spolu s narušováním důležité infrastruktury a obsazováním železničních uzlů úspěchy, nicméně následná japonská odveta byla o to ničivější. Postavení komunistické strany v severní Číně bylo podlomeno a ta už se o podobné akce napříště nepokoušela.

## Rozpad aliance a jeho důsledky
Na pozadí formální aliance stále probíhaly boje mezi Kuomintangem a komunisty o vliv na svobodných územích. Spojenectví se začalo rozpadat na konci roku 1938 v důsledku agresivního pohlcování všech čínských partyzánů komunistickými jednotkami, které tím zvyšovaly vlastní vojenskou sílu. Milice, které se odmítly přidat ke komunistům, byly označeny jako kolaborující s Japonci a napadeny. Například milice vedená Čang Jin-wuem v provincii Che-pej byla napadena a zlikvidována Rudou armádou pod velením Che Lunga v červnu 1939.
Situace se vyhrotila na přelomu let 1940 a 1941, kdy se začaly stupňovat potyčky mezi Kuomintangem a komunisty. V prosinci 1940 Čankajšek požadoval stažení Nové čtvrté armády z provincií An-chuej a Ťiang-su z důvodu provokací vůči nacionalistickým jednotkám v této oblasti. Pod silným tlakem nakonec velitelé komunistické armády vyhověli, nicméně kvůli zmatkům ve velení se nestihli začít evakuovat včas a byli tak napadeni nacionalisty, což vedlo k několika tisícům obětí. Tato událost, známá jako incident s Novou čtvrtou armádou, oslabila pozice komunistů v centrální Číně a definitivně ukončila veškerou spolupráci mezi komunisty a Kuomintangem, ačkoliv aliance formálně trvala až do konce války v roce 1945. Od této chvíle se obě strany soustředily na upevňování pozic před nevyhnutelným obnovením bojů.
Lehké boje mezi oběma stranami probíhaly už v průběhu války s Japonci. Komunisté pokračovali v ničení a pohlcování nacionalistických milic. Zároveň se soustředili na posilování svého vlivu v ovládaných provinciích, nejčastěji venkovských, prostřednictvím administrativních, pozemkových a daňových reforem ve prospěch chudých rolníků. Kuomintang naproti tomu přemístil mnoho svých jednotek, aby blokovaly komunistické oblasti ve snaze omezit šíření jejich vlivu.
Po konci druhé čínsko-japonské války se Čankajšek setkal s vůdcem komunistů – Mao Ce-tungem, ve snaze začít mírové rozhovory. Tato snaha byla neúspěšná a čínská občanská válka se znovu rozběhla v plném rozsahu. Komunisté vzešli z událostí války s Japonci posíleni a v říjnu 1949 byla v Pekingu vyhlášena komunistická Čínská lidová republika, zatímco Čankajšek se se svou vládou a zbytky armády přesunul na ostrov Tchaj-wan.